# Hercules-Zwerggalaxie
Die Hercules-Zwerggalaxie, auch Hercules dSph, ist eine Zwerggalaxie und eine Begleitgalaxie der Milchstraße in einer galaktozentrischen Entfernung von ca. 430.000 Lichtjahren. Ihr Name leitet sich von ihrer Position ab, da sie im Sternbild Herkules steht.
Einem internationalen Team von Astronomen gelang 2006 die Entdeckung der Hercules-Zwerggalaxie, einem winzigen Begleiter des Milchstraßensystems mithilfe von Daten des Sloan Digital Sky Surveys. Im Jahr 2007 folgten weitere Beobachtungen mit dem Large Binocular Telescope (LBT) in Arizona. Das Bild der Hercules-Zwerggalaxie wurde unter Verwendung der Large Binocular Camera (LBC Blue) im Primärfokus eines der beiden Spiegel gewonnen.

## Eigenschaften
Nahezu alle Objekte in der Familie der kleinsten Zwerggalaxien besitzen eine runde Form. Die Hercules-Zwerggalaxie, mit einer scheinbaren Helligkeit von ca. 25,5 mag äußerst lichtschwach, hat jedoch das außergewöhnliche Erscheinungsbild einer flachen Scheibe bzw. einer Zigarre. Ähnlich unserem Milchstraßensystem verteilen sich die Sterne in vielen großen Galaxien in einer scheibenartigen Struktur. In einer kleinen Galaxie, ähnlich der Hercules-Zwerggalaxie, welche trotz ihres Namens nur ein zehn Millionstel der Sternenzahl unserer Galaxis enthält, wurde nie zuvor eine scheibenartige Struktur beobachtet. Des Weiteren fand sich unter den Millionen gut untersuchten Galaxien keine mit zigarrenartiger Form.
Ursache für die außergewöhnliche Form ist die gravitative Verformung durch unsere Milchstraße. Bei der Sagittarius-Zwerggalaxie, einer Satellitengalaxie unseres Milchstraßensystems, ist der gleiche Effekt zu beobachten. Aufgrund ihrer Umlaufbahn ist die Hercules-Zwerggalaxie dem Zentrum unseres Milchstraßensystems außergewöhnlich nahegekommen.
„Die Hercules-Zwerggalaxie ist deshalb entweder völlig anders als irgendeine der Millionen anderen bislang studierten Galaxien, oder sie umkreist unsere Galaxis auf einem extremen, nahezu in das Zentrum eintauchenden Orbit.“

## Weiteres
- Liste der Galaxien der Lokalen Gruppe